# Gornja Bačuga
Gornja Bačuga es una localidad situada en el municipio de Petrinja, condado de Sisak-Moslavina, Croacia. Según el censo de 2021, tiene una población de 52 habitantes.

## Geografía
Está ubicada a una altitud de 140 m s. n. m., a unos 70 km de la capital nacional, Zagreb.

## Demografía
| Gráfica de población de Gornja Bačuga 1857-2011                    |
|                                                                    |
| Según los censos de población de la Oficina de Estadísticas Croata |